# Révolte d'esclaves de Saint-Leu
La révolte d'esclaves de Saint-Leu est une révolte d'esclaves qui eut lieu à Saint-Leu, sur l'île Bourbon, aujourd'hui La Réunion, entre le 5 et le 11 novembre 1811. Elle fut sévèrement réprimée par les Britanniques, alors maîtres des Mascareignes.

## Le contexte

### L'île Bourbon à l'époque
Les Français de l'île Bourbon capitulèrent face aux Anglais le 8 juillet 1809 après l'arrivée de renforts depuis l'Angleterre la veille. L'île était donc sous l'autorité de Sir Robert Townsend Farquhar, premier gouverneur général des Mascareignes.
En 1793, il y avait 35 000 esclaves pour 10 000 libres. En 1825, c'est-à-dire 14 ans après la révolte, il y en avait désormais respectivement 71 000 pour 25 000. On peut donc estimer qu'il y avait environ 50 000 esclaves sur l'île en 1811, dont 5 000 dans les environs de Saint-Leu, capitale du café Bourbon où demeuraient seulement 500 personnes libres.
Pourtant, c'est une capitale en déclin : de très forts cyclones ont frappé l'île en 1806 et en 1807, détruisant deux années de récolte et causant des dommages irréversibles aux terres agricoles, les rongeant jusqu'au roc même. Une maladie ravagea les « bois noirs » qui protégeaient les délicats caféiers du vent. L'industrie du café s'effondra, et d'autres pays ou colonies réussirent à dépasser l'île en la matière, la plongeant encore plus dans une crise économique.
Pour remplacer les précieux caféiers presque complètement détruits, les propriétaires choisirent de développer la canne à sucre, plus robuste et facile à exploiter et en faire un rapide profit avec le travail forcé imposé aux esclaves.

### La situation des esclaves et des maîtres
L'époque fut plus dure pour les esclaves que pour les maîtres de ceux-ci. Ayant moins d'argent à dépenser, les propriétaires, généralement avares avec leurs esclaves, dépensèrent moins que d'habitude sur eux. Les esclaves se retrouvèrent sur les champs de canne, davantage exposés au soleil fort des tropiques qu'aux temps des caféiers, et coupant les dures cannes à la hache.
Aussi, les rapports entre esclaves et maîtres dégénèrent, peut-être aidés en cela par la défaite des Français face aux Anglais : les Français, maîtres longtemps craints, battirent la retraite. Les esclaves eurent donc moins peur de l'autorité, et ceci d'autant moins que la garnison anglaise la plus proche de Saint-Leu était à Saint-Paul, soit assez loin, même à cheval : les Anglais avaient dissous les gardes nationales et ne les avaient pas remplacées par des policiers.

## La révolte
Les esclaves désirant prendre part à une révolte, quelques dizaines se regroupèrent dans une ravine la nuit. L'un d'eux, Figaro (esclave affranchi),, courut jusqu'à Saint-Louis tout raconter à sa maîtresse, Mademoiselle Legrand, à laquelle il restait fidèle. Legrand en parla aux autorités, qui ne firent rien si ce n'est donner à Figaro l'îlet à Cordes, à Cilaos, en récompense, mais il ne l'occupera jamais.
La nuit du 5 novembre, la révolte fut lancée. Les esclaves se réunirent, plusieurs dizaines, et se mirent à marcher. Le premier Blanc qu'ils rencontrèrent fut Maricourt Adams. Il était à cheval et se croyait sûr, mais il fut délesté de son fusil, battu et abandonné, puisque les esclaves le crurent mort. Il ne l'était pas ; il survécut assez longtemps pour crier l'alerte dans une maison proche. Les maîtres commencèrent à avoir peur, mais les autorités restèrent fermes et ne réagirent pas.
Le premier chef de la révolte fut un esclave appelé Jean, mis au fer quand la révolte ne faisait que commencer. On n'en sait pas davantage sur lui ; en tout cas, il fut vite éclipsé par trois frères, esclaves du propriétaire Célestin Hibon : Élie, le meneur, Gilles et Prudent.
La nuit du 7 novembre, environ cent hommes arpentèrent ensemble les chemins de Saint-Leu. Ils prirent tout ce qui pouvait s'utiliser comme arme et taillèrent même des sagaies dans du bois. La première maison qu'ils virent était vide ; Célestin Hibon, son propriétaire, était absent. Le bâtiment fut pillé et les révoltés partirent avec des pics, des bâtons et des pilons à café.
Arrivant à la maison suivante, ils rencontrèrent le gendre de Hibon, Jean Macé. Il fut assassiné devant sa femme et son enfant, qui s'échappèrent grâce à une esclave fidèle. Euphoriques, les révoltés essayèrent ensuite d'attaquer Pierre Hibon chez lui, mais il était armé et tira, aidé par ses esclaves. Les insurgés battirent vite la retraite et se regroupèrent devant la maison d'Armel Macé, frère du Jean qui vient d'être tué. Prévenu par le bruit des tirs depuis la maison de Pierre Hibon, il était prêt et lui aussi tira sur les esclaves, mais fut dominé et tué à coups de pilon. Pourtant, son esclave Paulin profitera de la confusion pour aller à Saint-Leu prévenir tout le monde.
Se rendant compte que les Anglais ne pourraient pas les aider à temps, les maîtres s'armèrent et arrangèrent une embuscade à la route du Portail, par laquelle s'approchaient les esclaves furieux. Les esclaves fidèles restèrent sur la route en pleine vue de tout le monde tandis que leurs maîtres attendirent les révoltés dans la forêt à côté. Les révoltés arrivèrent enfin et s'approchèrent des esclaves, croyant trouver plus de volontaires pour leur campagne.

## La conclusion et le bilan final
Vingt d'entre eux tombèrent immédiatement, et beaucoup furent grièvement blessés. La justice condamnera trente à la peine de mort. Finalement :
- 20 esclaves furent tués dans l'embuscade ;
- 30 condamnés à mort et
- 2 esclavagistes tués.

Plus tard, Saint-Leu vendra tous ses esclaves pour payer la construction de ses écoles.

### Documentaire télévisuel
Un documentaire-fiction a été réalisé en 2011 pour le bicentenaire de la Révolte des esclaves de Saint-Leu, intitulé : Elie ou les forges de la Liberté, de William Cally (52 min), production Kapali Studios Création. Avec la collaboration de l'Historien Sudel Fuma. Ce film est à l'heure actuelle le seul documentaire historique connu réalisé sur cette révolte. Il est considéré à ce jour comme le plus émouvant et instructif jamais réalisé sur cette triste histoire.[réf. nécessaire] Le film a été diffusé sur France Television (Réunion Première) en 2011 et 2012.